# 科斯塔·库佛斯

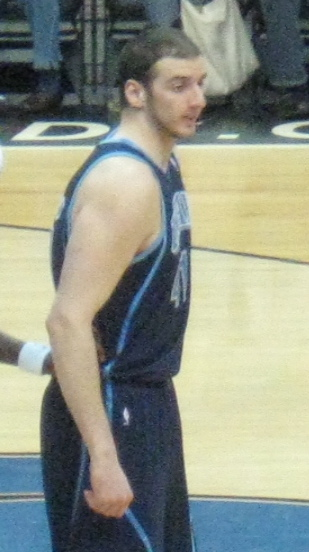
科斯塔·库佛斯

康斯坦丁·德米特利奥斯·“科斯塔”·库佛斯（希臘語：Κωνσταντίνος Δημήτριος "Κώστας" Κουφός，羅馬化：Konstantine Demetrios "Kosta" Koufos，1989年2月24日—），美国籍希腊职业篮球运动员，现效力于NBA沙加緬度國王。库佛斯身高2米13，场上位置中锋。
库佛斯出生于坎顿，2007年进入NCAA俄亥俄州立大学，同年代表希腊青年队参加了欧洲18岁以下青年篮球锦标赛，获得最佳球员称号。2008年，库佛斯在NBA选秀中以第一轮第23顺位被犹他爵士队选中。
2010年7月13日，明尼苏达木狼队和爵士达成交易，库佛斯加盟木狼
。